# Russischer Kosmismus
Der russische Kosmismus entstand zunächst in der zweiten Hälfte des 19. Jahrhunderts als eine philosophische Denkrichtung aus geistes- und naturwissenschaftlichen Strömungen in Russland.

## Philosophie und Kunstströmung
Die Bezeichnung „Kosmismus“ bzw. „Kosmisten“ wird seit den 1970er Jahren für eine Reihe russischer Gelehrter des späten 19. und frühen 20. Jahrhunderts verwendet. Dazu gehören der Astrophysiker Konstantin Ziolkowski sowie Wladimir Iwanowitsch Wernadski, Wladimir Sergejewitsch Solowjow, Nikolai Fjodorow, Pawel Florenski und Alexander Tschischewski.

Auf Initiative von Nicholas Roerich, der Moskau 1920 besuchte, wurde in den USA eine Ausstellung junger kosmistischer Künstler organisiert, die zum Anlass für die Entstehung einer Künstler-Gruppe Amarawella diente, die sich 1927 formierte. Im Manifest dieser Gruppe stand 

„Unser Werk, das hauptsächlich intuitiv ist, richtet sich auf die Entdeckung verschiedener Aspekte des Kosmos – im menschlichen Antlitz, in der Landschaft und der Wiedergabe abstrakten Typen des Innenlebens.“

 Zum Leiter wurde Petr Fatejew gewählt, der einen starken Impuls von dem Buch Also sprach Zarathustra erhielt. Zusammen mit Boris Smirnow-Russezki, Alexander Sardan, Sergej Schigolew und anderen schufen sie eine künstlerische Modellierung des Kosmos als einem riesigen Musikinstrument, mit dem die gesamte Erde im Einklang steht. Auch Iwan Kudrjaschow zeigte seine kosmisch-abstrakten Gemälde bei den Ausstellungen der Gesellschaft der Staffeleimaler (OST) im Spiegel des Suprematismus.
Bei der Suche nach Formen ihres Ausdrucks der schöpferischen Entwicklung des Geistes wendeten sich diese Künstler den Modellen des zukünftigen Menschen und den Vorstellungen vom Leben auf fremden Planeten zu. Himmel und Erde bilden darin eine Einheit und der Mensch fügt sich harmonisch darin ein.
Die Versuche dieser Gruppe mit futuristischen Ansätzen wurden vom stalinistischen Regime sehr früh abgebrochen. 1929 fand die letzte Ausstellung statt, und ab 1930 begannen Verhaftungen der Mitglieder, die zur Auflösung der Gruppe führten.

## Zeitgenössische Rezeption
2010 veröffentlichte der Mathematiker und Transhumanist Ben Goertzel ein „Kosmistisches Manifest“, das an den Kosmismus anknüpfen und Parallelen zu Goertzels Tätigkeitsfeldern der starken künstlichen Intelligenz, technologischer Singularität und Psychedelics schlagen soll. Timnit Gebru und Émile P. Torres (Leibniz-Universität) erachten die Neuinterpretation des Kosmismus als einflussreiche Denkrichtung im Silicon Valley und der westlichen Technologiebranche.